# Bistum Amargosa
Das Bistum Amargosa (lateinisch Dioecesis Amargosensis, portugiesisch Diocese de Amargosa) ist eine in Brasilien gelegene römisch-katholische Diözese mit Sitz in Amargosa im Bundesstaat Bahia.

## Geschichte
Das Bistum Amargosa wurde am 10. Mai 1941 durch Papst Pius XII. aus Gebietsabtretungen des Erzbistums São Salvador da Bahia errichtet und diesem als Suffraganbistum unterstellt. Am 27. Juli 1957 gab das Bistum Amargosa Teile seines Territoriums zur Gründung des Bistums Vitória da Conquista ab. Eine weitere Gebietsabtretung erfolgte am 7. November 1978 zur Gründung des Bistums Jequié.

## Bischöfe von Amargosa
- Floréncio Cicinho Vieira, 1942–1969
- Alair Vilar Fernandes de Melo, 1970–1988, dann Erzbischof von Natal
- João Nílton dos Santos Souza, 1988–2015
- Valdemir Ferreira dos Santos, 2016–2021, dann Bischof von Penedo
- Juraci Gomes de Oliveira, seit 2023